# Nyssaceae
Nyssaceae Juss. ex Dumort., 1829 è una famiglia di piante angiosperme dell'ordine Cornales.

## Tassonomia
La famiglia comprende i seguenti generi, in precedenza inclusi nella famiglia Cornaceae:
- Camptotheca Decne. (2 specie)
- Davidia Baill. (1 sp.)
- Diplopanax Hand.-Mazz. (2 spp.)
- Mastixia Blume (22 spp.)
- Nyssa Gronov. ex L. (10 spp.)

## Distribuzione e habitat
Il genere Nyssa ha un areale disgiunto che comprende il versante orientale del Nord America e dell'America centrale e il Sud-est asiatico. Tutte le altre specie della famiglia si trovano esclusivamente in Asia orientale: il genere Diplopanax in Cina meridionale e Vietnam, Mastixia nel Sud-est asiatico,  mentre i generi Camptotheca e Davidia sono endemici della Cina.